# HNIW
Il 2,4,6,8,10,12-esanitro-2,4,6,8,10,12-esaazaisowurtzitano, noto anche come CL-20 e come HNIW, è uno dei più potenti esplosivi conosciuti. L'esanitroesaziosowurtzitano ha formula chimica C6H6N12O12, si presenta sotto forma di cristalli e fu sintetizzato per la prima volta nel 1987.
Il CL-20 è una nitroammina policiclica ad alta energia, con caratteristiche esplosive notevolmente superiori ad esplosivi militari come l'RDX o l'HMX. Presenta una bassissima idrosolubilità (3,6 mg/litro a 25 °C), ed è sensibile ad urti. I suoi cristalli vengono infatti mescolati spesso con TEX (dinitrotetraoxadiazaciclododecano) per renderlo plasmabile a piacimento e diminuirne la sensibilità. Di seguito è illustrata il processo di sintesi del CL-20: